# Marinbasen Rota
Marinbasen Rota, (spanska: Base Naval de Rota, engelska: Naval Station Rota), är en spansk-amerikansk marinbas under befäl av en konteramiral i Spaniens flotta.
Basen är belägen i Rota i provinsen Cádiz. NAVSTA Rota är den största amerikanska militärgemenskapen i Spanien, som har örlogsfartyg från USA:s flotta med hemmahamn där samt detachement från USA:s marinkår. Det finns även mindre detachement från USA:s armé och USA:s flygvapen på marinbasen.
Under 1960 och 1970-talen var USA:s robotubåtar i Atlantflottan delvis stationerade här innan Naval Submarine Base Kings Bay i Georgia togs i bruk.